# Hellas Verona Football Club
El Hellas Verona Football Club, conocido como Hellas Verona, es un club de fútbol italiano ubicado en Verona, Véneto. Actualmente compite en la Serie A, la primera división del fútbol nacional. 
Fue fundado en el año 1903 como Associazione Calcio Hellas y fue hasta 1929 que debutó en la máxima categoría nacional. Su mejor etapa deportiva se dio en la década de 1980, cuyo mayor logro fue la conquista del campeonato de liga en la temporada 1984-85. Desde 1963 disputa sus partidos como local en el Estadio Marcantonio Bentegodi.
Los colores institucionales del Hellas, el azul y el amarillo, son los mismos que los del blasón de armas de la ciudad, mientras que su escudo es una versión estilizada de dos mastines y de la escalera que 
representan a la familia Scaligeri, gobernantes de Verona entre los siglos XIII y XIV.

## Historia
Hellas Verona es uno de los clubes más antiguos de Italia, ya que su fundación se remonta a octubre de 1903 por estudiantes del Liceo Classico “Scipione Maffei” de Verona, y debe su nombre a un profesor de griego y latín, Decio Corubolo, que propuso llamarlo Associazione Calcio Hellas en homenaje a la antigua Grecia: la Hélade. Luego, en 1919, el club cambió su nombre a Hellas Verona, por la ciudad. En 1928, un año antes de que se creara la liga nacional, la sociedad absorbió a dos rivales locales –Bentegodi y Scaligera– y se convirtió en el representativo de la ciudad bajo el nombre de A. C. Verona. En sus primeros años formó parte de la segunda categoría, pero durante la Segunda Guerra Mundial atravesó una crisis deportiva que le condujo a tercera división.
Después de varias temporadas con resultados discretos, el Verona ascendió a la Serie A en 1957 bajo la tutela de Angelo Piccioli. Su primera experiencia en la campaña 1957-58 se saldó con un descenso en penúltimo lugar. Al año siguiente el club absorbió a otra entidad local, el A.S. Hellas, y retomó la denominación tradicional de Hellas Verona. En todo ese tiempo su mayor logro fue llegar a semifinales de la Copa de Italia 1963-64.
La situación cambió con el fichaje como entrenador de Nils Liedholm. Al término de la campaña 1967-68 los Butei ascendieron a la Serie A y se mantuvieron en la élite durante seis temporadas consecutivas; en 1973-74 descendieron administrativamente por un caso de amaños deportivos, conocido como «escándalo de la llamada», pero no tuvieron problemas en retornar al año siguiente. En la edición 1975-76, de nuevo en la élite, el cuadro veronés confirmó su papel dentro del fútbol transalpino, llegando a la final de la Copa Italia, que perdieron frente al Napoli por 4-0.
En la década de 1980 se produjo la llegada al banquillo de Osvaldo Bagnoli. A partir de 1981, la dirección deportiva comandada por Emiliano Mascetti atrajo a jugadores como Pietro Fanna, Claudio Garella, Antonio Di Gennaro y Giuseppe Galderisi, que llegaron incluso a ser internacionales con la selección de Italia. Con esta base el equipo logró dos subcampeonatos de la Copa Italia en 1983 y 1984, además del debut en competiciones europeas, a través de la Copa de la UEFA 1983-84. Finalmente, la escuadra veronesa conquistó su primera –y hasta la fecha, única– liga italiana en la temporada 1984-85. En una época donde la Serie A atraía a los mejores futbolistas internacionales, la directiva hizo un esfuerzo por contratar a dos estrellas europeas: el mediocentro alemán Hans-Peter Briegel y el delantero danés Preben Elkjær Larsen. Gracias a sus aportaciones, la entidad mantuvo el liderazgo durante buena parte del torneo y se proclamó campeón en la penúltima jornada. Al año siguiente debutó en la Copa de Campeones de Europa y llegó hasta octavos de final. Su mejor actuación continental se dio en la Copa de la UEFA 1987-88, en la que alcanzaron los cuartos de final.
El equipo de Verona no pudo retener a sus estrellas y en la temporada 1989-90 descendió a la Serie B. Desde entonces se convirtió en un equipo ascensor que tuvo problemas para mantenerse en la élite. Entre 1999 y 2002 permaneció tres campañas en la Serie A, pero a pesar de contar con jóvenes promesas como Adrian Mutu y Alberto Gilardino terminó bajando de nuevo. La mala situación se agravó en el curso 2006-07 con el descenso a categoría semiprofesional, que conllevó a su vez una crisis institucional y deportiva. Después de permanecer cuatro cursos en la Lega Pro, los Scaligeri regresaron a la Serie B en 2011 bajo la dirección de Andrea Mandorlini, quien, a su vez, diseñó un plantel competitivo, con el que la institución del Véneto retornó a la Serie A en 2013. Para la temporada 2014-2015, después del Mundial de Brasil 2014, contrataron, entre otros, al experimentado defensor mexicano Rafael Márquez. A pesar de tener altibajos, el Hellas forma parte de la máxima categoría desde la temporada 2019-20 con un proyecto que busca consolidarse en la élite.

## Uniforme
El azul y el amarillo son los colores tradicionales del Hellas Verona, presentes también en la bandera oficial y el escudo de la ciudad. En sus primeros años, los Mastini utilizaban una equipación blanquinegra muy similar a la del Bentegodi Verona. A partir de 1909 se instauraron los colores actuales, con una disposición que ha variado según el fabricante. La equipación actual consta de una camiseta, pantalón y medias azules con detalles en amarillo. De igual modo, en la segunda equipación suelen predominar el amarillo y el blanco.
| 1903 | 1909 | 1984-85 |

## Estadio

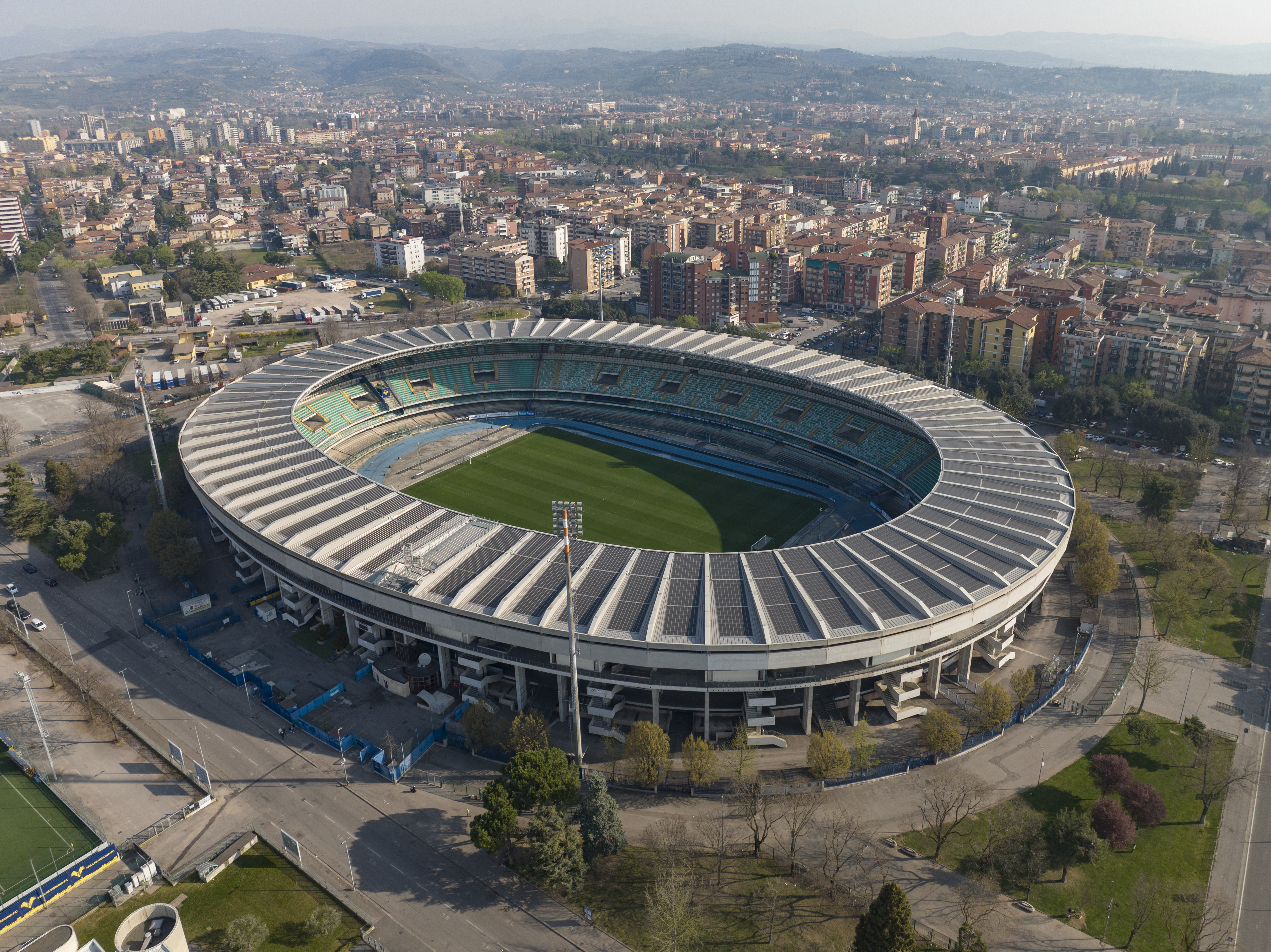
Vista aérea del Estadio Marcantonio Bentegodi.

Los Gialloblù disputan sus partidos como locales en el Estadio Marcantonio Bentegodi, con aforo para 39 211 espectadores y césped natural. Fue inaugurado en 1963 y debe su nombre a Marcantonio Bentegodi, considerado el impulsor del deporte veronés en el siglo XIX. El terreno de juego está rodeado por una pista de atletismo. Entre 1986 y 2021 compartió la localía con el Chievo Verona, el otro club de la ciudad, con el que ha llegado a coincidir en la máxima categoría. 
El Marcantonio Bentegodi fue una de las sedes de la Copa Mundial de Fútbol de 1990. Con motivo del evento, todas las gradas quedaron cubiertas con un techo circular. En 2009 se instalaron paneles solares fotovoltaicos en la parte superior.

## Datos del club
- Temporadas en Serie A: 48.
- Temporadas en Serie B: 54.
- Temporadas en Serie C/ Lega Pro: 6.
- Mejor puesto en la Serie A: 1.
- Peor puesto en la Serie A: 20.
- Máximo goleador: Luca Toni (48) Serie A.

## Jugadores

### Registros
| Goleadores | Goleadores        | Goleadores | Presencias | Presencias         | Presencias   |
| ---------- | ----------------- | ---------- | ---------- | ------------------ | ------------ |
| 1.         | Arnaldo Porta     | 74 goles   | 1.         | Luigi Bernardi     | 337 partidos |
| 2.         | Sergio Sega       | 73 goles   | 2.         | Emiliano Mascetti  | 328 partidos |
| 3.         | Guido Tavelin     | 58 goles   | 3.         | Roberto Tricella   | 324 partidos |
| 4.         | Adaílton Martins  | 51 goles   | 4.         | Rafael             | 314 partidos |
| 5.         | Egidio Chiecchi   | 51 goles   | 5.         | Pio Gorretta       | 262 partidos |
| 6.         | Luca Toni         | 50 goles   | 6.         | Vincenzo Italiano  | 260 partidos |
| 7.         | Giampaolo Pazzini | 49 goles   | 7.         | Antonio Di Gennaro | 258 partidos |
| 8.         | Preben Elkjær     | 48 goles   | 8.         | Sergio Maddè       | 256 partidos |
| 9.         | Emiliano Mascetti | 46 goles   | 9.         | Paolo Sirena       | 253 partidos |
| 10.        | Juan Gómez        | 46 goles   | 10.        | Giancarlo Savoia   | 243 partidos |

## Rivalidades
Mantine una rivalidad contra el vecino de la misma ciudad, la Associazione Calcio ChievoVerona, los encuentros contra este mismo se conocen como el Derbi della Scala. El nombre hace referencia a la familia aristocrática Scaligeri o Della Scala, que gobernó Verona durante la Edad Media y principios del Renacimiento.

## Palmarés

### Torneos nacionales (1)
| Competiciones nacionales         | Títulos                    | Subcampeonatos                                        |
| -------------------------------- | -------------------------- | ----------------------------------------------------- |
| Primera División de Italia (1/0) | 1984-85.                   |                                                       |
| Copa de Italia (0/3)             |                            | 1975-76, 1982-83, 1983-84.                            |
|                                  |                            |                                                       |
| Segunda División de Italia (3/6) | 1956-57, 1981-82, 1998-99. | 1947-48, 1967-68, 1990-91, 1995-96, 2012-13, 2016-17. |
| Tercera División de Italia (0/1) |                            | 1942-43.                                              |

Nota: en negrita competiciones vigentes en la actualidad.

## Símbolos

### Escudo
El escudo del Hellas Verona es una versión estilizada del águila imperial bicéfala y de la escalera que representan a la familia Scaligeri, gobernantes de Verona entre los siglos XIII y XIV. El diseño actual se implementó en la temporada 2020-21.

### Rivalidades
El cuadro de la ciudad de Romeo y Julieta mantiene una rivalidad histórica con otros clubes de la región del Véneto. La más importante de todas les enfrenta al L. R. Vicenza, ya que ambas ciudades se encuentran a menos de sesenta kilómetros de distancia. Otros rivales regionales son el Venezia F. C. y el Calcio Padova, si bien estos duelos se han dado casi siempre en segunda división. La afición del Hellas Verona está hermanada con los hinchas de la ACF Fiorentina, y se han producido episodios de tensión en encuentros frente al Udinese Calcio, la A. S. Roma y el S. S. C. Napoli.
El derbi de Verona –también conocido como Derby della Scala o Derby dell’Arena– ha enfrentado a los dos clubes de la ciudad, el A. C. ChievoVerona y el Hellas Verona. Lejos de tratarse de una rivalidad histórica, se intensificó sólo en los años 1990, a raíz del declive deportivo del Hellas y el surgimiento del club clivense, representativo del pequeño barrio veronés de Chievo y con el que llegó a compartir estadio mientras ambos coincidieron en la Serie B y en la Serie A. ChievoVerona desapareció en 2021 por problemas económicos.